# Філіппо Тураті
Філіппо Тураті (26 листопада 1857 — 29 березня 1932) — італійський журналіст і політик, один із засновників Соціалістичної партії, лідер її реформістського крила, якому протистояло революційне, очолюване Енріко Феррі і Артуро Лабріолою.
Виступав проти Італо-турецької війни в Лівії (1911), проти вступу Італії в Першу світову війну.
У 1922 році виключений із Соціалістичної партії і разом з Джакомо Маттеотті заснував Унітарну соціалістичну партію. У 1926 році втік з фашистської Італії в Париж, де взяв участь в створенні організації «Об'єднана антифашистська дія», з 1930 року виступав за об'єднання соціалістів.